# Piet Olofsen
Peter Willem (Piet) Olofsen (Hoorn, 29 januari 1935 – aldaar, 18 april 2013) was een  Nederlandse atleet. Hij was meervoudig Nederlands kampioen speerwerpen en tevens Nederlands recordhouder bij het speerwerpen (oude speer), nadat hij in 1967 in het Oostenrijkse Klagenfurt een afstand van 74,78 m had behaald. Pas in 1981 wist Bert Smit dit record in Hoorn te verbeteren tot een afstand van 75,90.

## Biografie

### Start
Olofsen startte zijn atletiekloopbaan op vijftienjarige leeftijd, toen hij zich aanmeldde bij de plaatselijke atletiekvereniging in zijn woonplaats Hoorn, AV Hollandia. Al gauw bleek zijn voorkeur voor het speerwerpen. "Ik hield van het gooi- en smijtwerk, dat lag helemaal in mijn lijn", aldus Olofsen in 1975. Wat overigens niet betekende dat hij zich direct specialiseerde. Als junior werd je in die tijd bij een atletiekvereniging breed opgeleid, wat inhield dat aan alle atletiekonderdelen aandacht moest worden besteed. Olofsen: "Dat vond ik trouwens helemaal niet erg, ik had daar wel plezier in."

### Zes jaar lang voorbij de 70 m
Zo kon het gebeuren dat Olofsen pas op zijn 27-ste voor de eerste maal werd opgesteld in het Nederlands team en pas op zijn 29-ste zijn allereerste nationale titel veroverde. Hij was toen inmiddels al enkele jaren getrouwd. Voor velen zou het huwelijk een reden zijn geweest om een punt te zetten achter de sportieve loopbaan. Piet Olofsen stond toen echter pas aan het begin ervan, veroverde over een periode van negen jaar zeven Nederlandse titels, was de enige Nederlander die van 1966 tot en met 1972 een prestatieniveau van boven de 70 meter wist vast te houden, kwam 33 maal uit voor de Nederlandse ploeg in een interlandwedstrijd en was gedurende veertien jaar nationaal recordhouder.

### Trainen op zolder
Piet Olofsen beoefende zijn sport naast zijn dagelijks werk bij de PEN, waar hij op de zolder van het PEN-gebouw zijn gewichtstraining deed met een installatie die hij daar zelf had opgebouwd. Een andere vorm van gewichttraining was het slaan met een moker op een hakblok, wat hij deed op een trainingsveld bij het IJsselmeer. Dat leverde niet zelden bijzondere reacties op van verbaasde stadsgenoten, die werden aangetrokken door het doffe gedreun.

### Einde atletiekloopbaan
In 1972 zette Olofsen, inmiddels 37 jaar oud, een punt achter zijn atletiekloopbaan, al werd hij zelfs in 1973 nog voor de laatste keer nationaal kampioen. Zijn motivatie was eenvoudig: "Ach, je krijgt er zoveel andere dingen bij. En je moet toch steeds weer naar zo'n interland toeleven. Dan zeg je op een gegeven moment tegen jezelf: Je bent nu 37 jaar, moet je dan nog met een speer gaan staan gooien? Laat die andere jongens het nu maar eens proberen."
Piet Olofsen overleed op 78-jarige leeftijd aan de gevolgen van kanker, een ziekte die hij eerder had overwonnen maar die hem opnieuw in haar greep kreeg.        

## Nederlandse kampioenschappen
| Onderdeel   | Jaar                                     |
| ----------- | ---------------------------------------- |
| speerwerpen | 1964, 1965, 1968, 1969, 1971, 1972, 1973 |

## Persoonlijk record
| Onderdeel   | Prestatie       | Datum        | Plaats     |
| ----------- | --------------- | ------------ | ---------- |
| speerwerpen | 74,78 m (ex-NR) | 16 juli 1967 | Klagenfurt |

## Prestatieontwikkeling

### speerwerpen
- 1960: 57,80 m
- 1961: 59,41 m
- 1962: 69,97 m
- 1963: 63,76 m (1e jr. Heldspeer)
- 1964: 69,80 m
- 1965: 68,98 m
- 1966: 70,52 m
- 1967: 74,78 m (NR)
- 1968: 71,90 m
- 1969: 73,74 m
- 1970: 73,50 m
- 1971: 71,20 m
- 1972: 69,42 m
- 1973: 66,68 m
- 1974: 66,72 m

## Onderscheidingen
- KNAU-atleet van het jaar - 1967
- Unie-erekruis in goud van de KNAU - 1978
- Gouden Sportpenning van de gemeente Hoorn - 2010[2]